# Desag
Desag (węg. Deság) – wieś w Rumunii, w okręgu Harghita, w gminie Zetea. W 2011 roku liczyła 7 mieszkańców.